# Ouled Maaref
Ouled Maaref (în arabă اوالد معرف) este o comună din provincia Médéa, Algeria.
Populația comunei este de 9.287 de locuitori (2008).